# Klugeflustra
Klugeflustra is een mosdiertjesgeslacht uit de orde Cheilostomatida, de plaatsing in een familie is nog onzeker. De wetenschappelijke naam van het geslacht werd voor het eerst geldig gepubliceerd in 1972 door Moyano.

## Soorten
- Klugeflustra antarctica (Hastings, 1943)
- Klugeflustra drygalskii (Kluge, 1914)
- Klugeflustra jonesii Florence, Hayward & Gibbons, 2007
- Klugeflustra kishakaensis (Okada, 1918)
- Klugeflustra onychocelloides (Calvet, 1909)
- Klugeflustra simplex (Okada, 1921)
- Klugeflustra vanhoeffeni (Kluge, 1914)